# Friend 'till the End
„Friend 'till the End“ (в превод от английски: „Приятел до края“) е първото демо на финландската група Соната Арктика, което е издадено под тогавашното име на групата – Tricky Beans. По-късно песента „Letter To Dana“ се появява в дебютния албум на финландците – Ecliptica, а „Find A Gun“ е преименувана на „The Gun“ и включена в сингъла Broken и ЕР-то Takatalvi. Групата самостоятелно издава демото.

## Участници
- Тони Како – вокали, клавишни
- Яни Лииматайнен – китара
- Марко Паасикоски – китара
- Томи Портимо – ударни
- Pentti Peura – бас китара